# سونیک رانرز
سونیک رانرز یا دوندگان سونیک (به انگلیسی: Sonic Runners) یک بازی دوندهٔ بی‌پایان از فرنچایز سونیک خارپشت می‌بود که در سال ۲۰۱۵ توسط سگا برای آی‌اواس و اندروید منتشر گردیده بود. این اولین بازی توسعه‌یافته توسط سونیک تیم برای سونیک بود که به‌طور انحصاری برای تلفن هوشمند منتشر شده بود.